# Вински бал

Вински бал је манифестација која представља богату и славну историју развоја власотиначког виногорја. Ова манифестација датира из 1960. године. Одржава се крајем августа у Власотинцу и траје 2 дана. Циљ манифестације је да сачува традицију, позове и угости све људе да уживају у најразличитијем винском, културном, гастрономском, забавном и рекреативном садржају манифестације.

## Историја
Богата и славна историја развоја власотиначког виногорја изродила је манифестацију Вински бал који датира из давне 1960. године када се по први пут организује у оквиру Међународног сајма текстила у Лесковцу. Поред огромне табле на улазу у град са добродошлицом, преко сређених улица, посетиоце су на гвозденом мосту преко Власине дочекале две огромне винске флаше. Са моста се видела река у пламену и кеј на њеној десној обали раскошно осветљен хиљадама светиљки и лампиона у виду бурића. На Балски стадион посетиоци су улазили кроз огромну бачву, где су плативши улазницу у износу од хиљаду динара добијали чутурицу вина и марамицу са амблемом бала. Код улаза су могли пробати чувено власотиначко вино Гром, а затим су им на располагању стајали многи платои за разоноду. Они који су желели да проведу ноћ у мањем друштву имали су на располагању посебно уређене сепарее у стилу колиба по виноградима. Седело се крај реке Власине или на трави у околним виноградима, виноградарским колибама или у летњој башти Власина. Дуж обале су се окретали ражњеви са прасићима и јагањцима, као и специјалитети са роштиља. Посебна атракција била је воденица у којој су гости могли добити печене погаче под вршницима. Она се налазила на самој реци и до ње се долазило висећим мостом, подигнутим у ту сврху. Почетак Винског бала био је најављиван противградним ракетама. Програм се састојао од дефилеа оркестара са свих балских платоа, избора за мис бала и највеселијег госта. После поноћи Винарска задруга је сваком хиљадитом госту додељивала комплет власотиначких вина Гром, Ружица и Племенка. Манифестација је организована наредних осам година, а онда је прекинута све до 1994. када је поново обновљена. Термин у односу на 60-е године је померен за крај августа и почетак септембра и трајао је пар дана. Програм се састојао из избора најбољег винара, виноградара, карикатуре на тему вина, мис Винског бала, највеселијег госта.

## Победници
Зоран Поповић из Власотинца, вишеструки освајач призања у такмичењу за најбољег винара на Винским баловина претходних и ове године, изложио је своја вина на штанду поред Власине и овог августа. Више од 20 година гаји свој виноград и прави вино. Фаворит му је вино Прокупац.
- У категорији врхунских белих вина комисија је за најбоље прогласила вино Братислава Ристића, друго место припало је вину Саше Јовића, а треће вину Новице Петровића.
- У категорији традиционалних белих вина најбоље је вино Саше Јовића, друго место је освојило вино Милутина Цакића, а треће вину Зорана Поповића.
- У категорији врхунских црвених вина најбоље је вино Татјане Митић, друго је Новице Петровића и треће место припало је вину Јована Печенковића. У категорији традиционалних црвених вина прво место припало је Зорану Поповићу, друго Татјани Митић, а треће Томи Младеновићу.[3]

Најбољу карикатуру на тему вина и грожђа урадио је Јован Спасић, академски сликар из Власотинца, а за најбољу песму на исту тему проглашена је песма Зрно, Бошка Ломовића из Горњег Милановца.